# House of Balloons
Albums de The Weeknd
Thursday
(2011)
Singles
1. Wicked Games
Sortie : 25 septembre 2012
2. Twenty Eight
Sortie : 13 novembre 2012

House of Balloons est la première mixtape du chanteur canadien The Weeknd, sortie le 21 mars 2011 sous le label XO. Le titre est dérivé du surnom que donnait le chanteur à la maison où il a grandi à Toronto. 
Les journalistes spécialisés dans la musique notent que la mixtape se caractérise par une esthétique minimaliste et sombre, avec une structure musicale décousue. Elle est considérée comme un défi aux conventions et comme une influence sur le RnB contemporain et alternatif.

## Accueil critique
House of Balloons reçoit des critiques positives. Sur le site web Metacritic, la mixtape obtient la note moyenne de 87/100. Les critiques complimentent son genre musical qui mélange R&B, hip-hop et rock indépendant. D'après Vanity Fair, elle est devenue un « classique instantané ».
The Weeknd est nommé au prix de musique Polaris pour House of Balloons en 2011,. Le prix est remis au groupe Arcade Fire pour son troisième album studio The Suburbs.
La chanson House of Balloons/Glass Table Girls est considérée par les journalistes du magazine Billboard comme l'une des chansons reflétant le mieux la culture musicale des années 2010. Elle est aussi sélectionnée par Stereogum qui publie son classement des meilleures chansons de la décennie.
D'autres publications ont inclus des titres de la mixtape dans leurs classements des meilleures chansons sorties dans les années 2010 : High for This est citée par Rolling Stone et Insider Inc., The Morning est citée par Pitchfork et Wicked Games est citée par Uproxx et Elle.

## Classements

### Classements annuels
| Publication          | Position | Réf.   |
| -------------------- | -------- | ------ |
| The A.V. Club        | 6        | [ 24 ] |
| Billboard            | 7        | [ 25 ] |
| Cokemachineglow (en) | 10       | [ 26 ] |
| Complex              | 1        | [ 27 ] |
| Consequence of Sound | 23       | [ 28 ] |
| Drowned in Sound     | 27       | [ 29 ] |
| Fact                 | 1        | [ 30 ] |
| The Guardian         | 8        | [ 31 ] |
| The Line of Best Fit | 8        | [ 32 ] |
| No Ripcord (sv)      | 24       | [ 33 ] |
| Obscure Sound (en)   | 17       | [ 34 ] |
| Pitchfork            | 10       | [ 35 ] |
| Q                    | 14       | [ 36 ] |
| Slant                | 10       | [ 37 ] |
| Spin                 | 13       | [ 38 ] |
| Stereogum            | 5        | [ 39 ] |
| Tiny Mix Tapes       | 27       | [ 40 ] |

#### Classements décennaux
| Publication    | Position | Réf.   |
| -------------- | -------- | ------ |
| Billboard      | 20       | [ 41 ] |
| Complex        | 2        | [ 42 ] |
| Crack Magazine | 26       | [ 43 ] |
| Genius         | 15       | [ 44 ] |
| Noisey         | 40       | [ 45 ] |
| Pitchfork      | 75       | [ 46 ] |
| Slant          | 84       | [ 47 ] |
| Uproxx         | 37       | [ 48 ] |

## Liste des pistes
| Édition standard | Édition standard                      | Édition standard                                                                                                   | Édition standard                                     | Édition standard | Édition standard | Édition standard | Édition standard | Édition standard | Édition standard |
| No               | Titre                                 | Auteur | Producteur                                           | Durée            |                  |                  |                  |                  |                  |
| ---------------- | ------------------------------------- | --- | ---------------------------------------------------- | ---------------- | ---------------- | ---------------- | ---------------- | ---------------- | ---------------- |
| 1.               | High for This                         | - Abel Tesfaye - Adrien Gough - Henry Walter                                                                       | The Dream Machine                                    | 4:07             |                  |                  |                  |                  |                  |
| 2.               | What You Need                         | - Abel Tesfaye - Jeremy Rose                                                                                       | - Jeremy Rose - The Weeknd                           | 3:26             |                  |                  |                  |                  |                  |
| 3.               | House of Balloons / Glass Table Girls | - Abel Tesfaye - Martin McKinney - Carlo Montagnese - Susan Ballion - Peter Clarke - John McGeoch - Steven Severin | - Doc McKinney - Illangelo                           | 6:47             |                  |                  |                  |                  |                  |
| 4.               | The Morning                           | - Abel Tesfaye - Martin McKinney - Carlo Montagnese                                                                | - Doc McKinney - Illangelo                           | 5:15             |                  |                  |                  |                  |                  |
| 5.               | Wicked Games                          | - Abel Tesfaye - Martin McKinney - Carlo Montagnese - Rainer Millar Blanchaer                                      | - Doc McKinney - Illangelo                           | 5:25             |                  |                  |                  |                  |                  |
| 6.               | The Party & The After Party           | - Abel Tesfaye - Jeremy Rose - Rainer Millar Blanchaer - Victoria Legrand (en) - Alex Scally (en)                  | - Jeremy Rose - The Weeknd - Rainer Millar Blanchaer | 7:39             |                  |                  |                  |                  |                  |
| 7.               | Coming Down                           | - Abel Tesfaye - Martin McKinney - Carlo Montagnese                                                                | - Doc McKinney - Illangelo                           | 4:55             |                  |                  |                  |                  |                  |
| 8.               | Loft Music                            | - Abel Tesfaye - Jeremy Rose - Victoria Legrand - Alex Scally                                                      | - Jeremy Rose - The Weeknd                           | 6:04             |                  |                  |                  |                  |                  |
| 9.               | The Knowing                           | - Abel Tesfaye - Martin McKinney - Carlo Montagnese - Elizabeth Fraser - Robin Guthrie - Simon Raymonde            | - Doc McKinney - Illangelo                           | 5:41             |                  |                  |                  |                  |                  |
| 49:34            |                                       | |                                                      |                  |                  |                  |                  |                  |                  |

| 10. | Twenty Eight | - Abel Tesfaye - Martin McKinney - Carlo Montagnese | - Doc McKinney - Illangelo | 4:18 |

## Certifications
| Région | Certification | Ventes/Streams |
| --- | ------------- | -------------- |
| Royaume-Uni (BPI) | Argent        | 60 000^        |
| *Ventes selon la certification ^Mise en rayon selon la certification xNon précisé par la certification ‡ventes/streaming selon la certification |               |                |